# Cremnops frustalis
Cremnops frustalis är en stekelart som beskrevs av Nixon 1956. Cremnops frustalis ingår i släktet Cremnops och familjen bracksteklar. Inga underarter finns listade i Catalogue of Life.